# Isojärvi (Karesuando socken, Lappland, 759170-177652)
Isojärvi är en sjö i Kiruna kommun i Lappland och ingår i Torneälvens huvudavrinningsområde. Sjön har en area på 0,0895 kvadratkilometer och ligger 411,1 meter över havet.

## Delavrinningsområde
Isojärvi ingår i det delavrinningsområde (759179-177940) som SMHI kallar för Utloppet av Ruodosjärvi. Medelhöjden är 396 meter över havet och ytan är 12,3 kvadratkilometer. Det finns inga avrinningsområden uppströms utan avrinningsområdet är högsta punkten. Ruodusjoki som avvattnar avrinningsområdet har biflödesordning 6, vilket innebär att vattnet flödar genom totalt 6 vattendrag innan det når havet efter 412 kilometer. Avrinningsområdet består mestadels av skog (66 procent) och sankmarker (18 procent). Avrinningsområdet har 1,96 kvadratkilometer vattenytor vilket ger det en sjöprocent på 15,9 procent.